# سه‌پاره‌ده
سه‌پاره‌ده (به لاتین: Separadi) یک منطقهٔ مسکونی در جمهوری آذربایجان است که در شهرستان یاردیملی واقع شده‌است.

## جمعیت
سه‌پاره‌ده ۷۵۰ نفر جمعیت دارد.

## ریشه واژه
سپارادی در زبان تالشی به‌ترتیب از واژه‌های سی یا سه به‌معنی عدد سه، پارا به‌معنی پاره یا تکه و دی به‌معنی ده یا روستا است و سپارادی یعنی سه تکه روستا که در کنار هم قرار گرفته‌اند.